# Elemer Vagh Weinmann
Pour les articles homonymes, voir Vagh-Weinmann et Weinmann.
Elemer Vagh Weinmann est un peintre hongrois né le 20 décembre 1906 à Budapest et mort le 4 janvier 1994 à Aix-en-Provence. Il est le frère cadet de Maurice Vagh Weinmann et de Nándor Vagh Weinmann. Il est le père d'Albert Vagh Weinmann.

## Biographie
Elemer Vagh Weinmann naît dans une fratrie de dix enfants, dans un faubourg triste de Budapest, semé d'usines et de terrains vagues, traversé de voies ferrées, où son père, bijoutier, mène une existence précaire. En 1932, il arrive avec ses ainés Nandor et Maurice en France. Avec eux, il se dissimule pendant l'Occupation allemande dans la ville de Toulouse, ce grâce à son archevêque, le cardinal Jules Saliège, « homme esceptionnekl qui sauva la vie de nombreux juifs ». Il est naturalisé français en 1945 et s'installe près d'Aix-en-Provence.
Il a travaillé en association avec ses deux frères Nándor et Maurice. On connaît certaines œuvres peintes en commun. Les sujets sont les mêmes paysages tourmentés ou portraits enlevés mais fidèles : « la facture impétueuse, en pleine pâte, les confond encore. D'aucune école, violents et sensuels, ils sont bien d'Europe centrale »..
Peignant des rues sombres qu'allume un rehaut de blanc ou de rouge, expressionniste donc comme ses frères, il est cependant dit que « sa touche est la plus moderne des trois : en macrophotographie on la prendrait pour du Pierre Soulages ou du Gérard Schneider ».
Mort le 4 janvier 1994, Elemer Vagh Weinmann est inhumé aux côtés de son épouse née Marguerite Vast (1905-1993) dans la division 6 du cimetière du Montparnasse à Paris.
Son atelier est dispersé, pour partie, de son vivant en 1992 par Ribeyre et Baon, commissaires-priseurs à Paris, pour seconde partie le 21 septembre 2010 par De Baecque et Associés, commissaires-priseurs à Lyon.

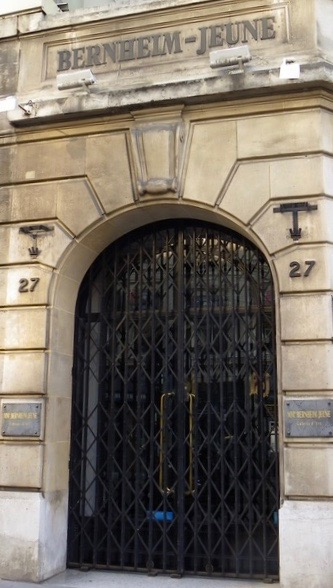
Galerie Bernheim-Jeune, Paris

### Expositions
- Maurice et Elemer Vagh Weinmann, salle de l'Éclaireur, Nice, 1932.
- Maurice, Nandor, Elemer Vagh Weinmann, Galerie Charpentier, Paris, 1933[5].
- Salon d'hiver, Paris, de 1946 à 1949.
- Maurice, Nandor, Elemer Vagh Weinmann, Galerie de Paris, Paris, juin 1947.
- Maurice, Nandor, Elemer Vagh Weinmann, Galerie Durand-Ruel, Paris, 1951.
- Les Vagh Weinmann - Nandor Vagh Weinmann, Maurice Vagh Weinmann, Elemer Vagh Weinmann, Galerie Bernheim-Jeune, 27, avenue Matignon, Paris, 1954, 1957[8].
- Maurice, Nandor, Elemer Vagh Weinmann, Espace 51, Paris, 1991[5].

## Réception critique
- « Le réalisme traité en couleurs compactes, touffues et sombres, n'est pas à la mode. Elemer travaille en équipe avec ses frères ainés Nandor et Maurice, peignant les mêmes sujets de paysages dans une même facture furieusement expressionniste travaillée en pleine pâte. » - Gérald Schurr[9]

## Collections publiques
- Musée des Beaux-Arts d'Agen[4].
- Musée-château d'Annecy[4]..
- Musée Calvet, Avignon[4].
- Fonds communal d'art contemporain, Marseille, La foire après la pluie, huile sur toile[10].
- Mutuelle générale de l'éducation nationale, Paris, Marseille, huile sur toile 73x100cm (dépôt du Centre national des arts plastiques)[11].
- Petit Palais, Paris[4].

## Distinction

- Chevalier des Arts et des Lettres[4].